# عارض كاميرا ويب
عارض كاميرا ويب هو أو هي شخص يقوم ببث مباشر على الإنترنت عن طريق كاميرا الويب، غالبًا ما يقوم عارض كاميرا الويب بأداء أعمال جنسية عبر الإنترنت ، مثل التعري أو ممارسة العادة السرية أو الأفعال الجنسية مقابل المال أو السلع أو الاهتمام.